# Врћеновица
Врћеновица је насеље у Србији у општини Алексинац у Нишавском округу. Према попису из 2022. било је 292 становника (према попису из 1991. било је 568 становника).

## Географија
Врћеновица лежи у подножју планине Јастребац и долини реке Турије, близу њеног ушћа у Јужну Мораву. Налази се на регионалном путном правцу Алексинац - Прокупље.

## Демографија
У насељу Врћеновица живи 428 пунолетних становника, а просечна старост становништва износи 47,0 година (44,9 код мушкараца и 48,8 код жена). У насељу има 166 домаћинстава, а просечан број чланова по домаћинству је 3,02.
Ово насеље је великим делом насељено Србима (према попису из 2002. године), а у последња три пописа, примећен је пад у броју становника.
|  |

| Демографија | Демографија | Демографија |
| Година      | Становника  | Становника  |
| ----------- | ----------- | ----------- |
| 1948.       | 876         |             |
| 1953.       | 890         |             |
| 1961.       | 858         |             |
| 1971.       | 753         |             |
| 1981.       | 693         |             |
| 1991.       | 568         | 559         |
| 2002.       | 501         | 512         |

| Етнички састав према попису из 2002.‍ | Етнички састав према попису из 2002.‍ | Етнички састав према попису из 2002.‍ | Етнички састав према попису из 2002.‍ | Етнички састав према попису из 2002.‍ |
| ------------------------------------ | ------------------------------------ | ------------------------------------ | ------------------------------------ | ------------------------------------ |
|                                      |                                      |                                      |                                      |                                      |
| Срби                                 | Срби                                 |                                      | 496                                  | 99,00%                               |
| Црногорци                            | Црногорци                            |                                      | 1                                    | 0,19%                                |
| Македонци                            | Македонци                            |                                      | 1                                    | 0,19%                                |
| непознато                            | непознато                            |                                      | 0                                    | 0,0%                                 |

| Година пописа     | 1948. | 1953. | 1961. | 1971. | 1981. | 1991. | 2002. |
| ----------------- | ----- | ----- | ----- | ----- | ----- | ----- | ----- |
| Број домаћинстава | 204   | 201   | 211   | 202   | 198   | 165   | 166   |

| Број чланова      | 1  | 2  | 3  | 4  | 5  | 6  | 7 | 8 | 9 | 10 и више | Просек |
| ----------------- | -- | -- | -- | -- | -- | -- | - | - | - | --------- | ------ |
| Број домаћинстава | 40 | 48 | 19 | 20 | 19 | 10 | 8 | 1 | 1 | 0         | 3,02   |

| Пол    | Укупно | Неожењен/Неудата | Ожењен/Удата | Удовац/Удовица | Разведен/Разведена | Непознато |
| ------ | ------ | ---------------- | ------------ | -------------- | ------------------ | --------- |
| Мушки  | 204    | 39               | 137          | 20             | 8                  | 0         |
| Женски | 232    | 29               | 136          | 59             | 8                  | 0         |
| УКУПНО | 436    | 68               | 273          | 79             | 16                 | 0         |

| Пол    | Укупно                    | Пољопривреда, лов и шумарство | Рибарство                            | Вађење руде и камена | Прерађивачка индустрија       |
| ------ | ------------------------- | ----------------------------- | ------------------------------------ | -------------------- | ----------------------------- |
| Мушки  | 118                       | 58                            | 0                                    | 0                    | 16                            |
| Женски | 63                        | 41                            | 0                                    | 0                    | 3                             |
| УКУПНО | 181                       | 99                            | 0                                    | 0                    | 19                            |
| Пол    | Производња и снабдевање   | Грађевинарство                | Трговина                             | Хотели и ресторани   | Саобраћај, складиштење и везе |
| Мушки  | 2                         | 8                             | 5                                    | 0                    | 17                            |
| Женски | 0                         | 0                             | 3                                    | 1                    | 0                             |
| УКУПНО | 2                         | 8                             | 8                                    | 1                    | 17                            |
| Пол    | Финансијско посредовање   | Некретнине                    | Државна управа и одбрана             | Образовање           | Здравствени и социјални рад   |
| Мушки  | 0                         | 0                             | 2                                    | 2                    | 6                             |
| Женски | 0                         | 0                             | 0                                    | 1                    | 12                            |
| УКУПНО | 0                         | 0                             | 2                                    | 3                    | 18                            |
| Пол    | Остале услужне активности | Приватна домаћинства          | Екстериторијалне организације и тела | Непознато            | Непознато                     |
| Мушки  | 0                         | 0                             | 0                                    | 2                    | 2                             |
| Женски | 1                         | 0                             | 0                                    | 1                    | 1                             |
| УКУПНО | 1                         | 0                             | 0                                    | 3                    | 3                             |